# علي حاجي كريم
علي حاجي كريم (14 مايو 1981 بالشلف في الجزائر - ) هو لاعب كرة قدم جزائري في مركز الهجوم. شارك مع منتخب الجزائر تحت 23 سنة لكرة القدم. أما مع النوادي، فقد لعب مع أولمبي الشلف واتحاد الجزائر ومولودية بجاية.

## وصلات خارجية
- علي حاجي كريم على موقع قاعدة بيانات كرة القدم.إي يو (الإنجليزية)